# Shamcey Supsup
Shamcey Gurrea Supsup (Iligan, 16 maggio 1986) è una modella filippina, eletta Binibining Pilipinas Universo 2011 il 10 aprile 2011, ricevendo la corona della detentrice del titolo uscente, Venus Raj, quinta classificata a Miss Universo 2010.
In qualità di vincitrice di tale titolo, ha ottenuto la possibilità di rappresentare le Filippine a Miss Universo 2011, che si è tenuto a San Paolo, in Brasile il 12 settembre 2011 e dove la modella ha ottenuto la quarta posizione nella graduatoria finale.
Shamcey Supsup è laureata magna cum laude in architettura presso l'Università delle Filippine.